# Sarota gamelia
Espèce
Sarota gamelia est une espèce d'insectes lépidoptères (papillons) appartenant à la famille des Riodinidae et au genre Sarota.

## Taxonomie
Sarota gamelia a été décrit par Frederick DuCane Godman et Osbert Salvin en 1886.

### Sous-espèces
- Sarota gamelia gamelia
- Sarota gamelia alba Hall, 1998 ; présent au Pérou[1].

### Nom vernaculaire
Sarota gamelia gamelia se nomme Panamian Sarota en anglais.

## Description
Sarota gamelia gamelia est un papillon aux ailes antérieures à l'apex anguleux et aux ailes postérieures à queues esquissées. Son dessus est de couleur ocre cuivré avec une frange de même couleur. Le revers est orange bordé de jaune puis orné de lignes bleu argent métallisé et de lignes de traits marron.
Sarota gamelia alba présente un dessus marron foncé taché de blanc et un revers cuivre rouge bordé de jaune et orné de marques bleu métallisé et de marques noires.

## Écologie et distribution
Sarota gamelia est présent au Mexique, en Colombie, à Panama, en Équateur, en Guyane, en Guyana, au Surinam, au Venezuela, à Trinité-et-Tobago, au Brésil et au Pérou.

### Protection
Pas de statut de protection particulier.